# Coupe Intertoto 1974
Navigation
Édition précédente Édition suivante
La Coupe Intertoto 1974 est la huitième édition de la Coupe Intertoto.
Les équipes sont réparties en dix groupes de quatre équipes. Ces équipes s'affrontent en matches aller-retour. Aucun vainqueur n'est désigné à l'issue de la compétition estivale.
Pour la première fois de l'histoire de la compétition, un club turc prend part au tournoi.

## Groupes
Une victoire rapporte deux points, un match nul un point et une défaite zéro point.

### Groupe 1
| Rang | Équipe            | Pts | J | G | N | P | Bp | Bc | Diff |  | Résultats (▼ dom., ► ext.) |     |     |     |     |
| ---- | ----------------- | --- | - | - | - | - | -- | -- | ---- |  | -------------------------- | --- | --- | --- | --- |
| 1    | FC Zurich         | 11  | 6 | 5 | 1 | 0 | 14 | 5  | +9   |  | FC Zurich                  |     | 3-2 | 1-0 | 5-2 |
| 2    | Hertha Berlin     | 7   | 6 | 3 | 1 | 2 | 10 | 7  | +3   |  | Hertha Berlin              | 1-1 |     | 1-0 | 2-0 |
| 3    | Östers IF         | 4   | 6 | 2 | 0 | 4 | 7  | 8  | -1   |  | Östers IF                  | 0-2 | 2-4 |     | 3-0 |
| 4    | Austria Salzbourg | 2   | 6 | 1 | 0 | 5 | 3  | 14 | -11  |  | Austria Salzbourg          | 0-2 | 1-0 | 0-2 |     |

### Groupe 2
| Rang | Équipe            | Pts | J | G | N | P | Bp | Bc | Diff |  | Résultats (▼ dom., ► ext.) |     |     |     |     |
| ---- | ----------------- | --- | - | - | - | - | -- | -- | ---- |  | -------------------------- | --- | --- | --- | --- |
| 1    | Hambourg SV       | 10  | 6 | 5 | 0 | 1 | 14 | 6  | +8   |  | Hambourg SV                |     | 2-0 | 2-0 | 5-2 |
| 2    | Vitória Guimarães | 8   | 6 | 4 | 0 | 2 | 15 | 8  | +7   |  | Vitória Guimarães          | 3-1 |     | 5-0 | 5-2 |
| 3    | Djurgårdens IF    | 5   | 6 | 2 | 1 | 3 | 9  | 14 | -5   |  | Djurgårdens IF             | 1-3 | 3-1 |     | 4-2 |
| 4    | Neuchâtel Xamax   | 1   | 6 | 0 | 1 | 5 | 7  | 17 | -10  |  | Neuchâtel Xamax            | 0-1 | 0-1 | 1-1 |     |

### Groupe 3
| Rang | Équipe           | Pts | J | G | N | P | Bp | Bc | Diff |  | Résultats (▼ dom., ► ext.) |     |     |     |     |
| ---- | ---------------- | --- | - | - | - | - | -- | -- | ---- |  | -------------------------- | --- | --- | --- | --- |
| 1    | Malmö FF         | 9   | 6 | 4 | 1 | 1 | 12 | 7  | +5   |  | Malmö FF                   |     | 3-2 | 4-1 | 3-0 |
| 2    | SK Slavia Prague | 6   | 6 | 3 | 0 | 3 | 12 | 8  | +4   |  | SK Slavia Prague           | 3-0 |     | 0-1 | 3-0 |
| 3    | Austria Vienne   | 5   | 6 | 2 | 1 | 3 | 6  | 12 | -6   |  | Austria Vienne             | 1-1 | 2-3 |     | 1-0 |
| 4    | AS Saint-Étienne | 4   | 6 | 2 | 0 | 4 | 6  | 9  | -3   |  | AS Saint-Étienne           | 0-1 | 2-1 | 4-0 |     |

### Groupe 4
| Rang | Équipe             | Pts | J | G | N | P | Bp | Bc | Diff |  | Résultats (▼ dom., ► ext.) |     |     |     |     |
| ---- | ------------------ | --- | - | - | - | - | -- | -- | ---- |  | -------------------------- | --- | --- | --- | --- |
| 1    | Standard de Liège  | 8   | 6 | 4 | 0 | 2 | 13 | 7  | +6   |  | Standard de Liège          |     | 3-0 | 4-1 | 3-1 |
| 2    | Bohemians Prague   | 7   | 6 | 2 | 3 | 1 | 10 | 8  | +2   |  | Bohemians Prague           | 3-1 |     | 4-1 | 1-1 |
| 3    | Fortuna Düsseldorf | 5   | 6 | 2 | 1 | 3 | 10 | 14 | -4   |  | Fortuna Düsseldorf         | 0-1 | 1-1 |     | 4-3 |
| 4    | KB Copenhague      | 4   | 6 | 1 | 2 | 3 | 9  | 13 | -4   |  | KB Copenhague              | 2-1 | 1-1 | 1-3 |     |

### Groupe 5
| Rang | Équipe                  | Pts | J | G | N | P | Bp | Bc | Diff |  | Résultats (▼ dom., ► ext.) |     |     |     |     |
| ---- | ----------------------- | --- | - | - | - | - | -- | -- | ---- |  | -------------------------- | --- | --- | --- | --- |
| 1    | Slovan Bratislava       | 10  | 6 | 5 | 0 | 1 | 9  | 1  | +8   |  | Slovan Bratislava          |     | 1-0 | 4-0 | 1-0 |
| 2    | FC Kaiserslautern       | 6   | 6 | 2 | 2 | 2 | 8  | 9  | -1   |  | FC Kaiserslautern          | 1-0 |     | 3-3 | 1-0 |
| 3    | Grasshopper Club Zurich | 5   | 6 | 2 | 1 | 3 | 9  | 12 | -3   |  | Grasshopper Club Zurich    | 0-1 | 3-1 |     | 3-2 |
| 4    | Åtvidabergs FF          | 3   | 6 | 1 | 1 | 4 | 5  | 9  | -4   |  | Åtvidabergs FF             | 0-2 | 2-2 | 1-0 |     |

### Groupe 6
| Rang | Équipe         | Pts | J | G | N | P | Bp | Bc | Diff |  | Résultats (▼ dom., ► ext.) |     |     |     |     |
| ---- | -------------- | --- | - | - | - | - | -- | -- | ---- |  | -------------------------- | --- | --- | --- | --- |
| 1    | Spartak Trnava | 8   | 6 | 3 | 2 | 1 | 7  | 5  | +2   |  | Spartak Trnava             |     | 2-1 | 0-0 | 2-1 |
| 2    | VÖEST Linz     | 7   | 6 | 3 | 1 | 2 | 13 | 7  | +6   |  | VÖEST Linz                 | 1-0 |     | 2-0 | 6-1 |
| 3    | Wisła Cracovie | 7   | 6 | 2 | 3 | 1 | 7  | 5  | +2   |  | Wisła Cracovie             | 2-2 | 1-1 |     | 1-0 |
| 4    | AIK Fotboll    | 2   | 6 | 1 | 0 | 5 | 5  | 15 | -10  |  | AIK Fotboll                | 0-1 | 3-2 | 0-3 |     |

### Groupe 7
| Rang | Équipe        | Pts | J | G | N | P | Bp | Bc | Diff |  | Résultats (▼ dom., ► ext.) |     |     |     |     |
| ---- | ------------- | --- | - | - | - | - | -- | -- | ---- |  | -------------------------- | --- | --- | --- | --- |
| 1    | MSV Duisbourg | 9   | 6 | 4 | 1 | 1 | 24 | 10 | +14  |  | MSV Duisbourg              |     | 6-1 | 4-0 | 6-2 |
| 2    | Górnik Zabrze | 6   | 6 | 2 | 2 | 2 | 14 | 17 | -3   |  | Górnik Zabrze              | 3-3 |     | 1-3 | 3-0 |
| 3    | FC Winterthur | 5   | 6 | 2 | 1 | 3 | 11 | 15 | -4   |  | FC Winterthur              | 2-4 | 3-4 |     | 1-0 |
| 4    | Hvidovre IF   | 4   | 6 | 1 | 2 | 3 | 8  | 15 | -7   |  | Hvidovre IF                | 2-1 | 2-2 | 2-2 |     |

### Groupe 8
| Rang | Équipe         | Pts | J | G | N | P | Bp | Bc | Diff |  | Résultats (▼ dom., ► ext.) |     |     |     |     |
| ---- | -------------- | --- | - | - | - | - | -- | -- | ---- |  | -------------------------- | --- | --- | --- | --- |
| 1    | Banik Ostrava  | 9   | 6 | 3 | 3 | 0 | 8  | 3  | +5   |  | Banik Ostrava              |     | 1-1 | 2-0 | 1-0 |
| 2    | Legia Varsovie | 8   | 6 | 3 | 2 | 1 | 11 | 4  | +7   |  | Legia Varsovie             | 1-1 |     | 2-0 | 2-0 |
| 3    | Vejle BK       | 4   | 6 | 1 | 2 | 3 | 4  | 9  | -5   |  | Vejle BK                   | 0-0 | 0-4 |     | 1-1 |
| 4    | IFK Norrköping | 3   | 6 | 1 | 1 | 4 | 4  | 11 | -7   |  | IFK Norrköping             | 1-3 | 2-1 | 0-3 |     |

### Groupe 9
| Rang | Équipe     | Pts | J | G | N | P | Bp | Bc | Diff |  | Résultats (▼ dom., ► ext.) |     |     |     |     |
| ---- | ---------- | --- | - | - | - | - | -- | -- | ---- |  | -------------------------- | --- | --- | --- | --- |
| 1    | VSS Košice | 10  | 6 | 4 | 2 | 0 | 21 | 6  | +15  |  | VSS Košice                 |     | 1-1 | 6-1 | 6-0 |
| 2    | ŁKS Łódź   | 6   | 6 | 2 | 2 | 2 | 8  | 13 | -5   |  | ŁKS Łódź                   | 1-3 |     | 1-1 | 1-0 |
| 3    | Randers FC | 5   | 6 | 2 | 1 | 3 | 12 | 11 | +1   |  | Randers FC                 | 1-3 | 5-0 |     | 0-1 |
| 4    | Sturm Graz | 3   | 6 | 1 | 1 | 4 | 6  | 17 | -11  |  | Sturm Graz                 | 2-2 | 3-4 | 0-4 |     |

### Groupe 10
| Rang | Équipe          | Pts | J | G | N | P | Bp | Bc | Diff |  | Résultats (▼ dom., ► ext.) |     |     |     |     |
| ---- | --------------- | --- | - | - | - | - | -- | -- | ---- |  | -------------------------- | --- | --- | --- | --- |
| 1    | CUF do Barreiro | 8   | 6 | 3 | 2 | 1 | 8  | 5  | +3   |  | CUF do Barreiro            |     | 1-0 | 2-0 | 1-0 |
| 2    | Landskrona BoIS | 7   | 6 | 2 | 3 | 1 | 9  | 5  | +4   |  | Landskrona BoIS            | 1-1 |     | 1-1 | 4-0 |
| 3    | Altay Izmir     | 5   | 6 | 1 | 3 | 2 | 8  | 9  | -1   |  | Altay Izmir                | 2-1 | 1-1 |     | 2-2 |
| 4    | Hammarby IF     | 4   | 6 | 1 | 2 | 3 | 7  | 11 | -4   |  | Hammarby IF                | 2-2 | 1-2 | 2-0 |     |